# آمبلر، پنسیلوانیا
آمبلر (Ambler) منطقه‌ای در شهرستان مونتگومری، پنسیلوانیا، در ایالات متحده است. این مکان تقریباً در ۱۶ مایلی (۲۶ کیلومتر) شمال مرکز شهر فیلادلفیا، پنسیلوانیا واقع شده‌است.

## تاریخ

### لنی لناپ
قلمرو تاریخی لنی لناپه در دره دلاور، منطقه‌ای بود که از کیپ هنلوپن، دلاور، به سمت شمال و به سمت دره هادسون پایین در جنوب نیویورک می‌رسید. منطقه به سمت جنوب، از جمله فیلادلفیا و نزدیکی آمبلر فعلی، محل زندگی یک گروه به نام یونامی بود. طبق سنت، لناپ با کوئیکر ویلیام پن در دهه ۱۶۸۰ معاهده صلح برقرار کرد.

### خانواده هارمر

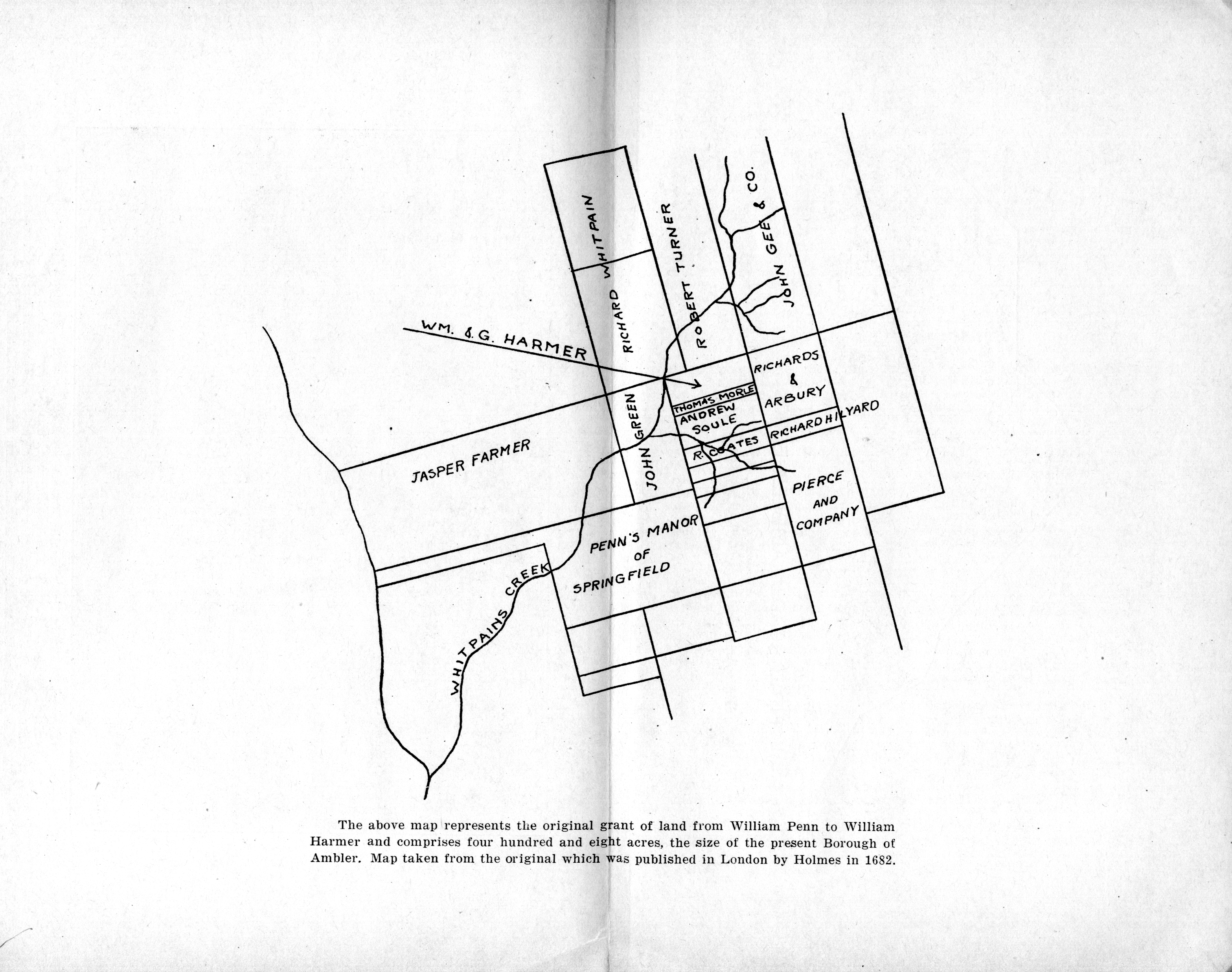
اعطای زمین اصلی از ویلیام پن به ویلیام هارمر

ویلیام و جورج هارمر در میان کوئیکرها بودند که در سال ۱۶۸۲ به پنسیلوانیا مهاجرت کردند. در سال ۱۷۱۶، ویلیام و جورج هارمر دستگاهی به مساحت ۴۰۸ هکتار از ویلیام پن خریداری کردند، منطقه‌ای که بیشتر مناطق کنونی آمبلر است. از آنها به عنوان اولین دارندگان زمین یاد می‌شود که در این منطقه مستقر شدند. ویلیام هارمر یک آسیاب ماسه‌ای آردساز به‌عنوان «اولین سرمایه‌گذاری تجاری در منطقه آمبلر» ساخت. وی همچنین در نزدیکی محل تقاطع باتلر پایک و جاده موریس یک خانه سنگی ساخت. پس از مرگ وی در سال ۱۷۳۱، خانه، آسیاب و دارایی به موریس موریس و همسرش سوزانا هیت موریس فروخته شد.
ساکنان برای ساخت جاده در منطقه از تاج و تخت بریتانیا اجازه گرفتند. اولین جاده ساخته شده در آمبلر که اکنون به Mt معروف است، در سال ۱۷۳۰ اجازه ساخت پیدا کرد. این جاده از آسیاب هارمر به جاده شمال ولز (پایک بتلهم فعلی) می‌رسید. باتلر پایک در سال ۱۷۳۹ ایجاد شد و پس از نهر ویسایکون از شهرکی که در آن زمان با نام دهکده ویساهیکون شناخته می‌شد، عبور کرد.
منطقه چهارراه باتلر و بیت‌لحم پایک تقریباً مرکز روستا بود. در حدود سال ۱۷۷۸ مسافرخانه‌ای ساخته شد و توسط اندرو گیلکینسون (یا گیلکسون) اداره می‌شد. پس از سال ۱۸۷۸، این منطقه به «دره گل رز» معروف شد.
از سال ۱۷۹۰، جاناتان توماس نیمی از یک هکتار زمین را از گیلکینسون خریداری و در تقاطع آن چرم سازی را راه‌اندازی کرد. از سال ۱۸۱۰، دباغخانه توسط پسرش، دیوید توماس، به جوزف راتر فروخته شد. به عنوان «دباغی دره رز»، از آن به عنوان یکی از قدیمی‌ترین‌ها در این شهرستان نام برده می‌شود. این دباغخانه بعداً به مالکیت آلوین فاوست و پسران AD Faust Sons درآمد.
به‌طور فزاینده ای از سال ۱۷۵۰ تا ۱۸۵۰، صنایع در سراسر حوضه آبخیز توسعه یافتند و از آبراه‌های محلی برای تأمین نیرو و حمل زباله استفاده کردند. این منطقه از ۹ آسیاب پشتیبانی می‌کرد و آرد، چوب، کاغذ و پارچه تولید می‌کرد. با این حال، چون نیروی بخار در دهه‌های ۱۸۷۰ و ۱۸۸۰ جایگزین نیروی آب شد، آسیاب‌ها قادر به رقابت نبودند و از دور استفاده خارج شدند.

### مری جانسون آمبلر

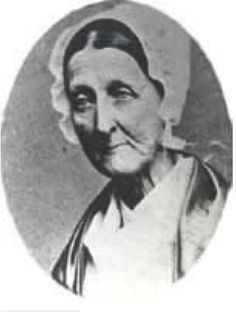
مری جانسون آمبلر، ۱۸۰۵–۱۸۶۸

در سال ۱۸۵۵، ایستگاه ویسایکون به ایستگاه خط راه‌آهن شمال پنسیلوانیا تبدیل شد. در ۱۷ ژوئیه ۱۸۵۶، این شهر محل حادثه فاجعه‌بار دو قطار بود: قطار بزرگ ۱۸۵۶ که عازم شمال Shackamaxon، بود با یک قطار پیک نیک عازم جنوب Aramingo برخورد کرد و ۵۹ نفر در جا کشته و ۸۶ نفر زخمی شدند. مری جانسون آمبلر، یک زن محلی کوآکر، دو مایل تا محل حادثه دو قطار به راه افتاد و تجهیزات پزشکی را به همراه آورد و تلاش‌های نجات را هدایت کرد. او خانه خود را در خیابان تنیس و خیابان اصلی به یک بیمارستان فوری برای پرستاری از بازماندگان تبدیل کرد. سیزده سال بعد، در سال ۱۸۶۹، شرکت راه‌آهن به احترام او ایستگاه را به نام آمبر تغییر نام داد. اداره پست نیز از آن پیروی کرد و هنگامی که منطقه در ۱۶ ژوئن ۱۸۸۸ رسماً ادغام شد، آن نیز به افتخار ماری جانسون آمبلر نام آمبلر را گرفت.

### Keasbey و Mattison
در سال ۱۸۸۱، شرکت Keasbey و Mattison، که تجارت آن شامل تولید آزبست بود از فیلادلفیا به آمبلر نقل مکان کرد. موقعیت آمبلر در امتداد خط راه‌آهن در محل شرکت Keasbey و Mattison در آمبلر مورد توجه قرار گرفت، زیرا این بدان معنی بود که آزبست خام می‌تواند به راحتی از استان کبک وارد شده و محصولات نهایی به بازارها ارسال شود. یکی دیگر از موارد در دسترس بودن وجود منیزیم کربنات از معادن محلی دولومیت بود. کارخانه اصلی K&M از سال ۱۸۸۳ ساخته شده‌است.

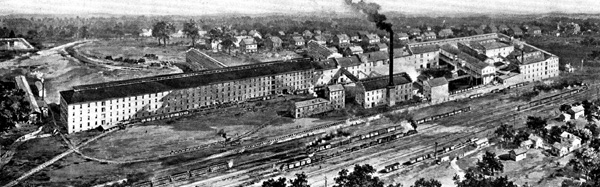
کارخانه Keasbey & Mattison Company, Ambler, PA، حدود سال ۱۹۰۰

با ورود شرکت، این شهر از «۷۰ خانه با ۲۵۰ نفر سکنه، یک داروخانه، فروشگاه عمومی و چند مشاغل دیگر» تشکیل شده بود. Keasbey و Mattison سرمایه‌گذاری زیادی در این شهر انجام دادند و کارگران سنگ‌تراشی جنوب ایتالیا را برای ساخت ۴۰۰ خانه برای کارگران و مدیران و همچنین دفاتر، یک اپرا، کلیسای اسقفی Trinity و املاک شخصی Mattison , Lindenwold به کار گرفتند. بسیاری از ایتالیایی‌ها در آمبلر اقامت داشتند و به شکل‌گیری هویت فرهنگی آن کمک کردند. مایدا، کالابریا امروز شهر خواهر آمبلر است. این شرکت همچنین آفریقایی‌تبار آمریکایی را که اصالتاً اهل ویرجینیای غربی است، در مناطق کم‌تر مطلوب فرآوری مرطوب گیاه آزبست استخدام کرد. آنها تمایل داشتند که در غرب و جنوب آمبلر مستقر شوند.
در جنگ جهانی اول، آمبلر به عنوان «پایتخت آزبست جهان» شناخته می‌شد. با این وجود، رکود بزرگ ضررهای خود را وارد کرد و این شرکت در سال ۱۹۳۴ به یک شرکت انگلیسی به نام Turner &amp; Newall (T&N) فروخته شد. این شرکت با نام K&M به کار خود ادامه داد.
در انگلستان در سال ۱۹۲۴، پزشکان اولین مورد آزبستوز را گزارش کردند، یک بیماری مزمن ناشی از استنشاق الیاف آزبست. در دهه ۱۹۵۰، شواهد مرتبط با آزبست و سرطان در حال افزایش بود. Richard Doll، متخصص اپیدمیولوژی در ترنر و نیول، گزارش داد (علی‌رغم فشار شرکت) افرادی که به مدت ۲۰ سال یا بیشتر در معرض آزبست قرار داشتند، ۱۰ برابر بیشتر از جمعیت عمومی در معرض خطر ابتلا به سرطان ریه بودند. همچنین، یک سرطان نادر و تقریباً همیشه کشنده، مزوتلیوما، به نسبت اپیدمی در نزدیکی معادن آزبست در آفریقای جنوبی گزارش شده بود. در دهه ۱۹۶۰، مجله پزشکی صنعتی انگلیس نشان داد که صرف زندگی در مجاورت یک کارخانه آزبست یا در یک ساختمان عایق آزبست، خطر Mesothelioma را افزایش می‌دهد.
ترنر و نیوئال کارخانه را تا زمان تعطیل شدن آن در سال ۱۹۶۲ اداره می‌کردند، سپس ملک را به شرکت CertainTeed و صنایع نیکولت فروختند. تا سال ۱۹۷۳، آژانس حفاظت از محیط زیست (EPA) شروع به محدود کردن استفاده از آزبست، توقف فروش اسپری عایق در ۱۹۷۳ و عایق آزبست جامد در ۱۹۷۵ کرد. در سال ۱۹۷۴، نیکولت مسابقه ای برگزار کرد و جایزه ۲۰۰۰۰ دلاری را برای پیشنهاد «برنامه تجاری عملی» برای تخته‌های گچ زباله ارائه داد. Nicolet در سال ۱۹۸۷ درخواست ورشکستگی کرد. تا سال ۱۹۸۹، اکثر محصولات باقیمانده تحت قانون ممنوعیت آزبست و Phaseout 1989 ممنوع شدند. اگرچه این ممنوعیت در سال ۱۹۹۱ برطرف شد، اما تعداد کمی از محصولات آزبست در بازارهای داخلی باقی ماند.
یک تأمین کننده اتومبیل آمریکایی، دارایی‌های باقیمانده شرکت‌های ترنر و نیول را در سال ۱۹۹۸ خریداری کرد. از آنجا که نگرانی‌های بهداشتی در مورد آزبست به‌طور گسترده‌ای شناخته شده بود، به دلیل مسئولیت قانونی، با ورشکستگی مواجه شد.

### میراث آزبست

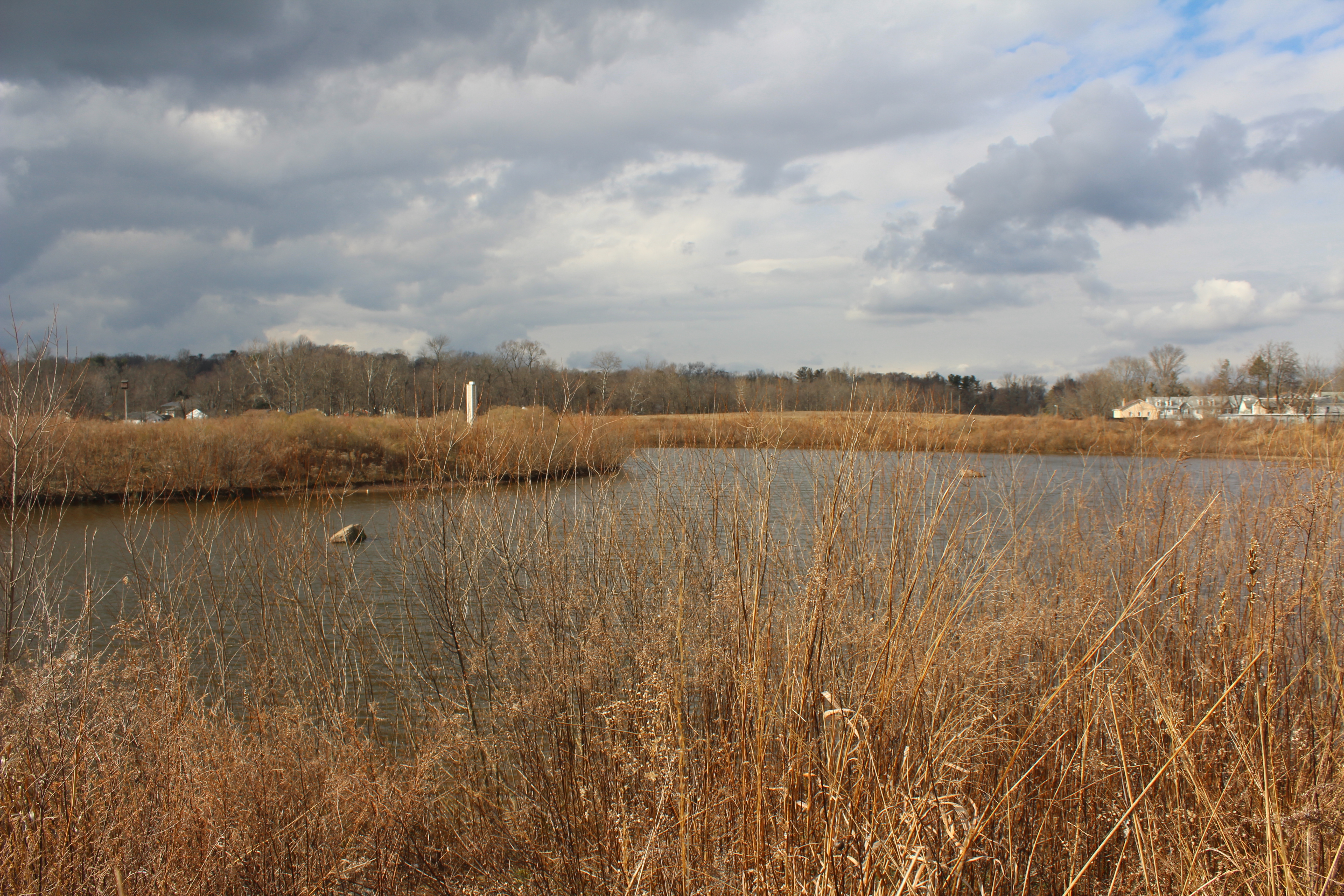
بسته مخزن سایت BoRit Asbestos Superfund به عنوان ذخیره گاه پرندگان آبزی Wissahickon اصلاح و مورد استفاده مجدد قرار گرفت

مطالعه ای که در سال ۲۰۱۱ توسط وزارت بهداشت پنسیلوانیا انجام شد، داده‌های مربوط به سال ۱۹۹۲ تا ۲۰۰۸ را بررسی کرد و گزارش داد که mesothelioma به میزان ۳٫۱ برابر بیشتر از سایر ساکنان پنسیلوانیا، در آمبلر تشخیص داده شد. نرخ بالاتر مربوط به در معرض آزبست قرارداشتن قبلی در کارخانه‌ها بود.
در آمبلر، جایی که بیش از ۱٫۵ میلیون مترمکعب زباله آزبست در یک منطقه ۲۵ جریب به عنوان «کوه‌های سفید» دور ریخته شد، باعث گردید که آلودگی همچنان یک مسئله باشد. از سال ۱۹۷۳ تا ۱۹۹۳، سازمان حفاظت محیط زیست ایالات متحده بر تصفیه زباله‌هایی که به عنوان «توده‌های آزبست آمبلر» نیز شناخته می‌شود، تأکید کرد. از ۱۰ اکتبر ۱۹۸۴ به عنوان یک سایت Superfund به فهرست اولویت‌های ملی (NPL) پیشنهاد شد و از ۱۰ ژوئن ۱۹۸۶ به‌طور رسمی به این لیست اضافه شد. درمان‌های مختلف مقابله با آن در تاریخ ۳۰ اوت ۱۹۹۳ به پایان رسید و در نتیجه سایت در تاریخ ۲۷ دسامبر ۱۹۹۶، پس از اصلاح، از لیست اولویت‌های ملی حذف شد. این سایت هر پنج سال توسط EPA بررسی می‌شود.
دولت محلی توسعه مجدد سایت‌ها را در اولویت قرار داده‌است. پیشنهاد ۲۰۰۵ برای یک برج آپارتمان ۱۷ طبقه پس از مخالفت جامعه با این پروژه پس گرفته شد. یکی از نگرانی‌ها وجود زباله‌های آزبست در محل بود. در سال ۲۰۰۹، آژانس حفاظت از محیط زیست (EPA) توسعه پیشنهادی را به عنوان بخشی از سایت Superfund دوم، سایت BoRit Asbestos تعیین کرد. این سایت شامل یک انبوه زباله آزبست، یک حوض ۱۱ هکتاری و یک پارک سابق است.
در سال ۲۰۱۳، معماران و مشاوران املاک با موفقیت کارخانه متروک و دودکش شرکت Keasbey & Mattison را به یک ساختمان اداری مستأجر دارای LEED Platinum Certified , Amberr Boiler House تبدیل کردند. پروژه استفاده مجدد تطبیقی از برنامه Brownfields EPA و برنامه EnergyWorks پشتیبانی می‌کند. هزینه این نوسازی ۱۶ میلیون دلار بوده و منجر به ساختمانی با ویژگیهای قابل توجه سبز از جمله سیستم آب خاکستری، انرژی زمین گرمایی، صفحات خورشیدی و سیستم سقف بازتابنده و شیشه با بازده بالا شده‌است.

## بناهای تاریخی
داوزفیلد در سال ۱۹۹۱ به ثبت ملی اماکن تاریخی اضافه شده در طول جنگ انقلابی آمریکا، «داوزفیلد» ملک جیمز موریس بود و توسط ژنرال جورج واشینگتن به عنوان محل استقرار از ۲۱ اکتبر تا ۲۰ نوامبر ۱۷۷۷ مورد استفاده قرار گرفت. جیمز موریس همچنین یکی از آسیاب‌های منطقه آمبلر را در اختیار داشت.

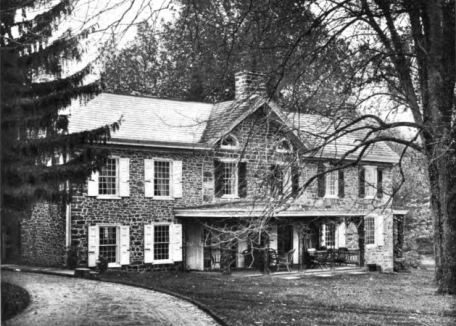
خانه داوزفیلد، ۱۹۰۸
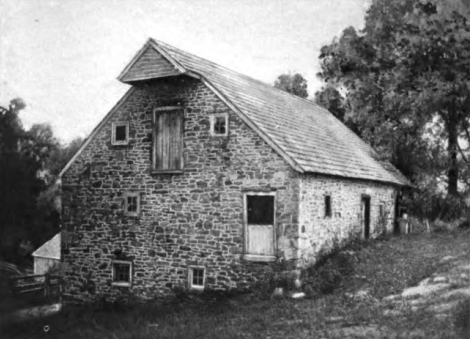
آسیاب متعلق به جیمز موریس، شهرستان مونتگومری، پنسیلوانیا، ایالات متحده، ۱۹۰۸
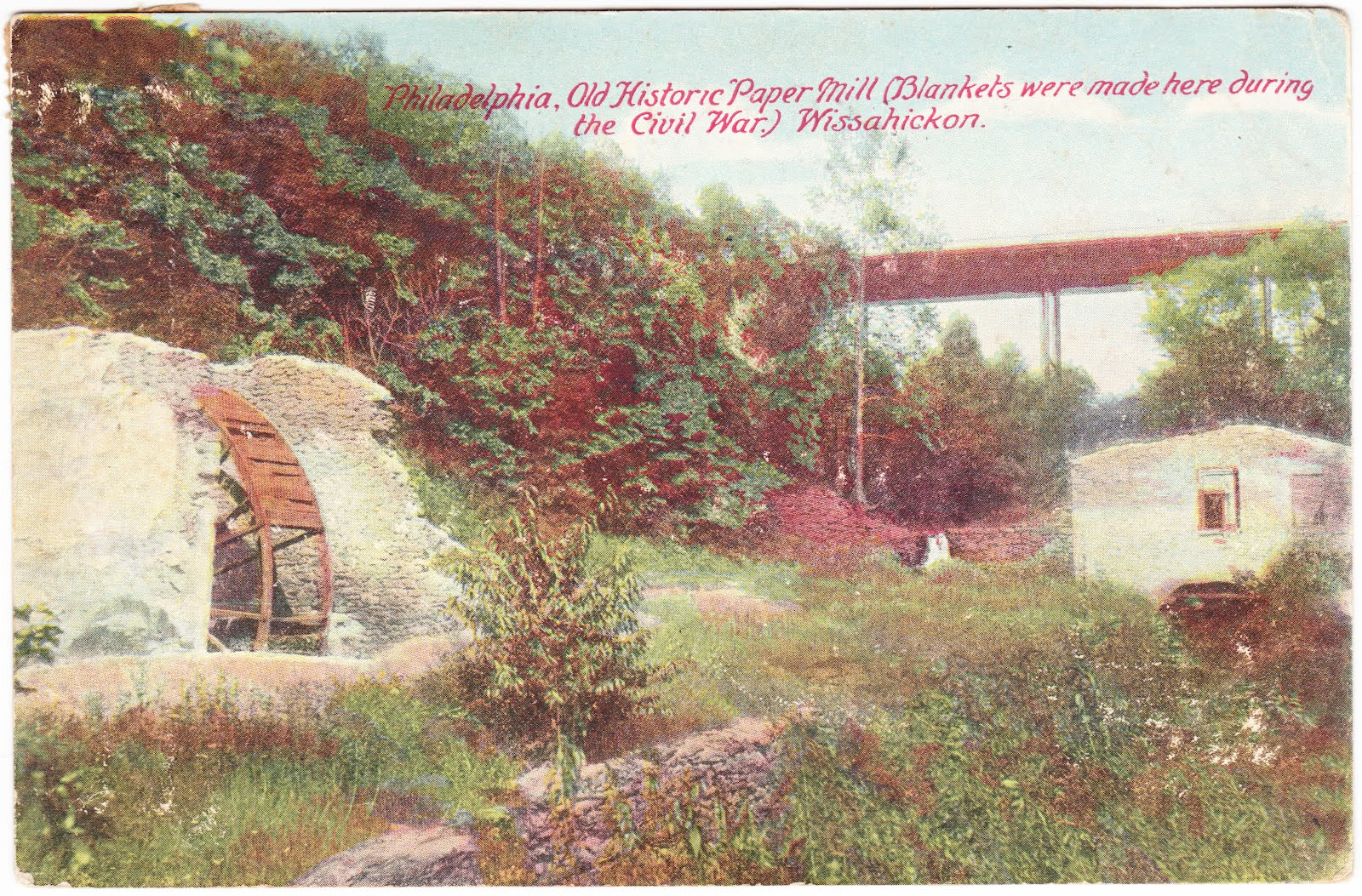
بقایای کارخانه کاغذ سازی، نهر ویسایکون، ۱۹۰۸
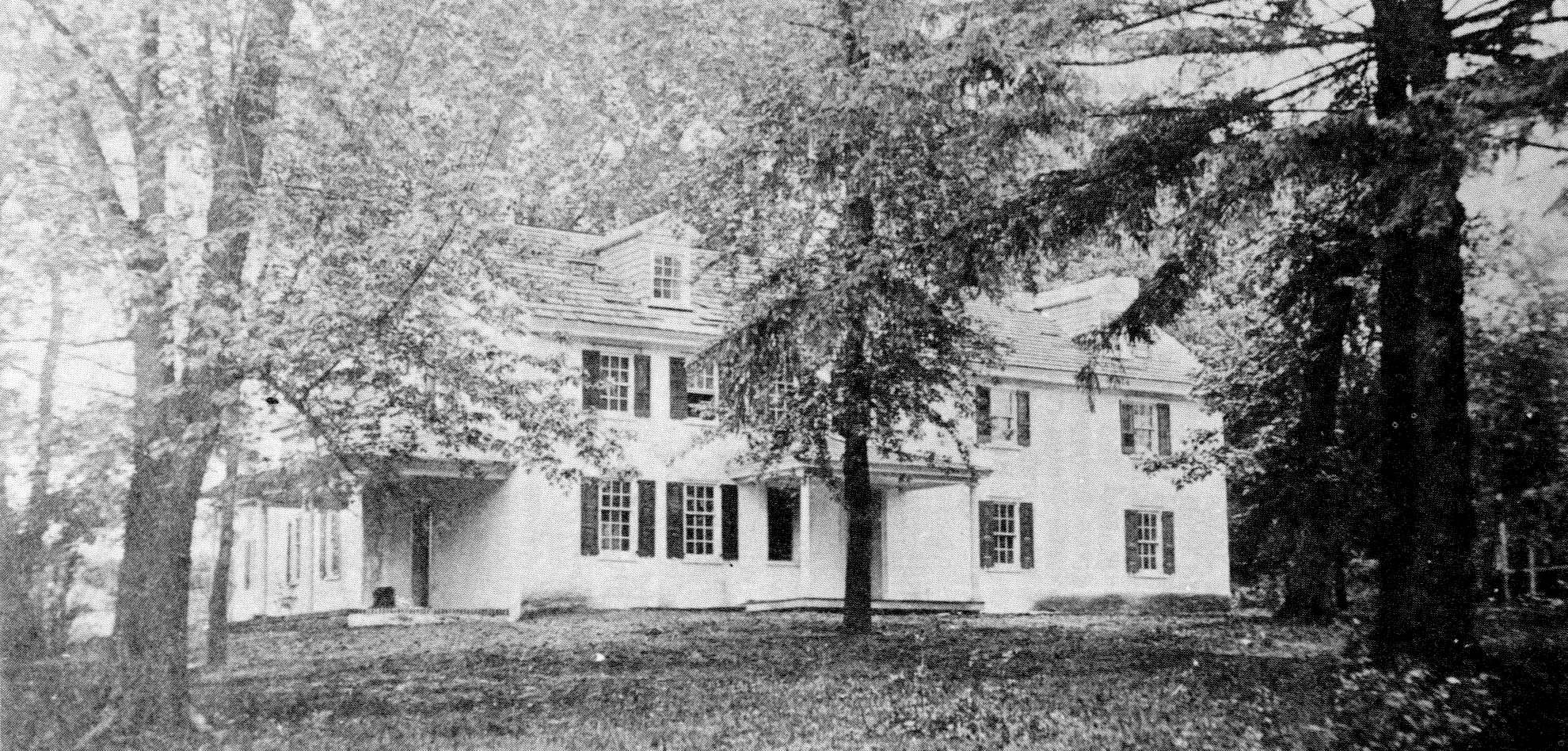
ماری امبلر خانگی، ج. ۱۹۳۶

خانه‌های Keasbey-MATTISONهای مورد علاقه نشان دهنده اختلافات طبقاتی و تفاوت انواع مختلف خانه برای کارگران، سرپرستان و مدیران است.

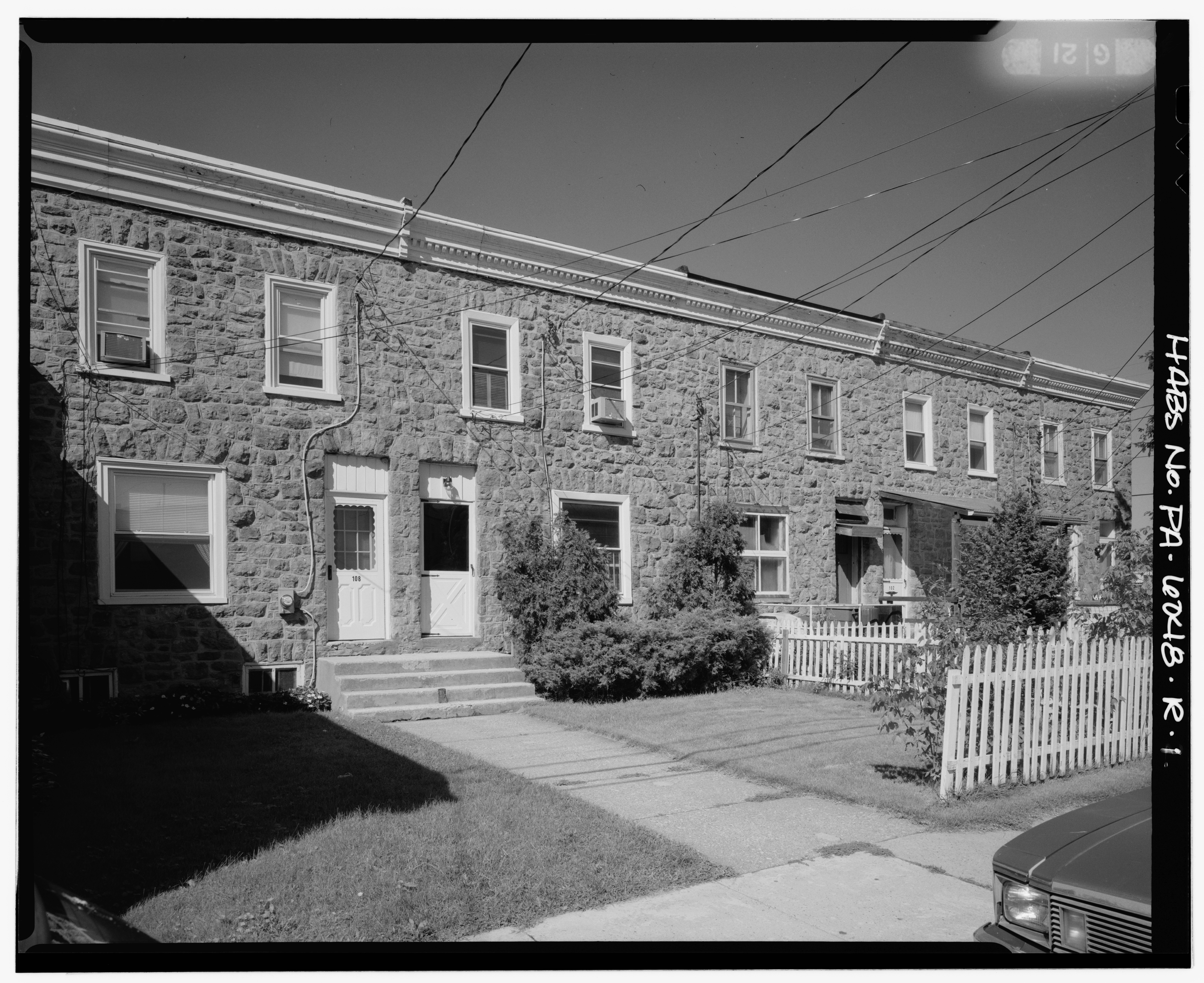
خانه‌های ردیف کارگر
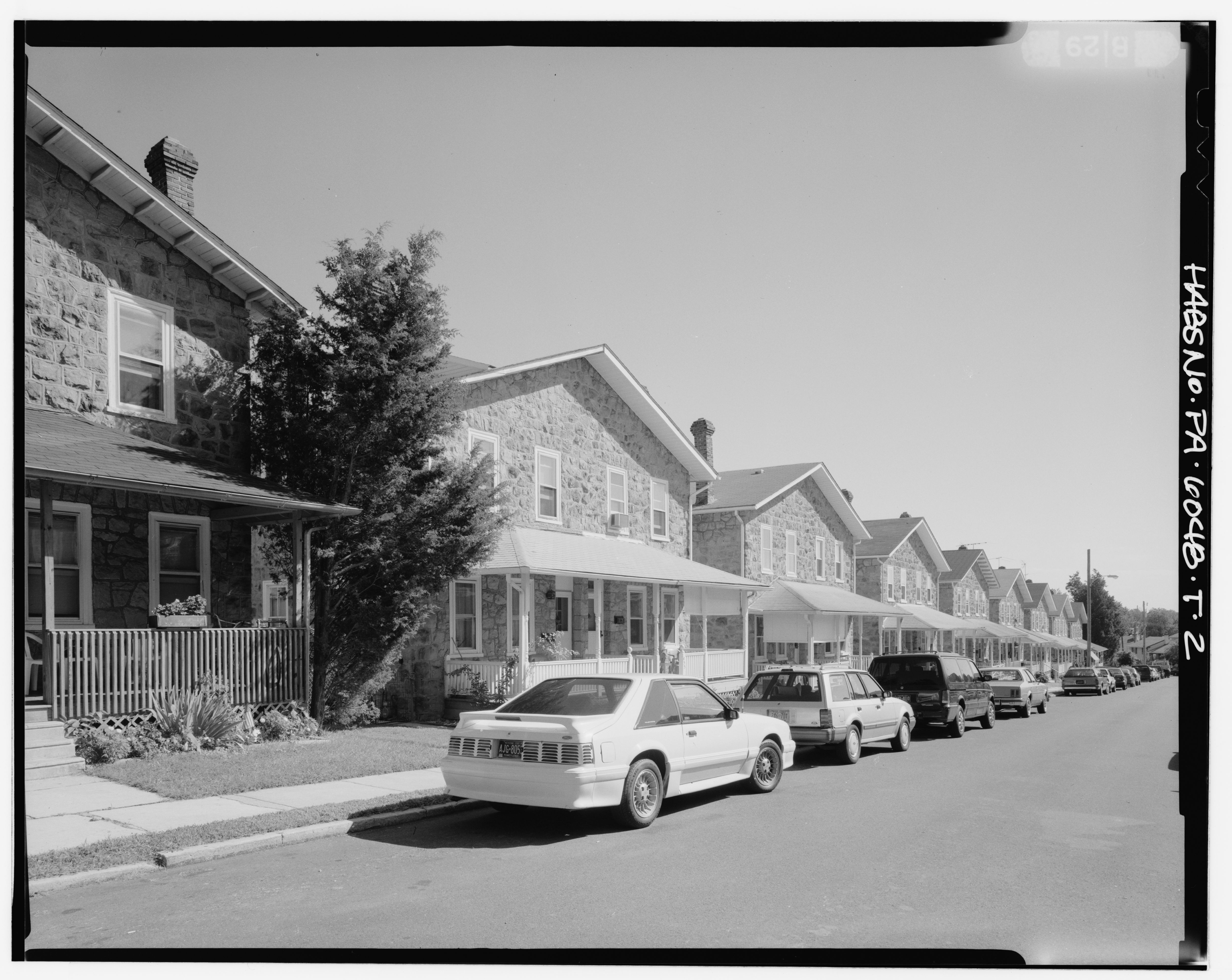
خانه‌های دو طبقه کارگر
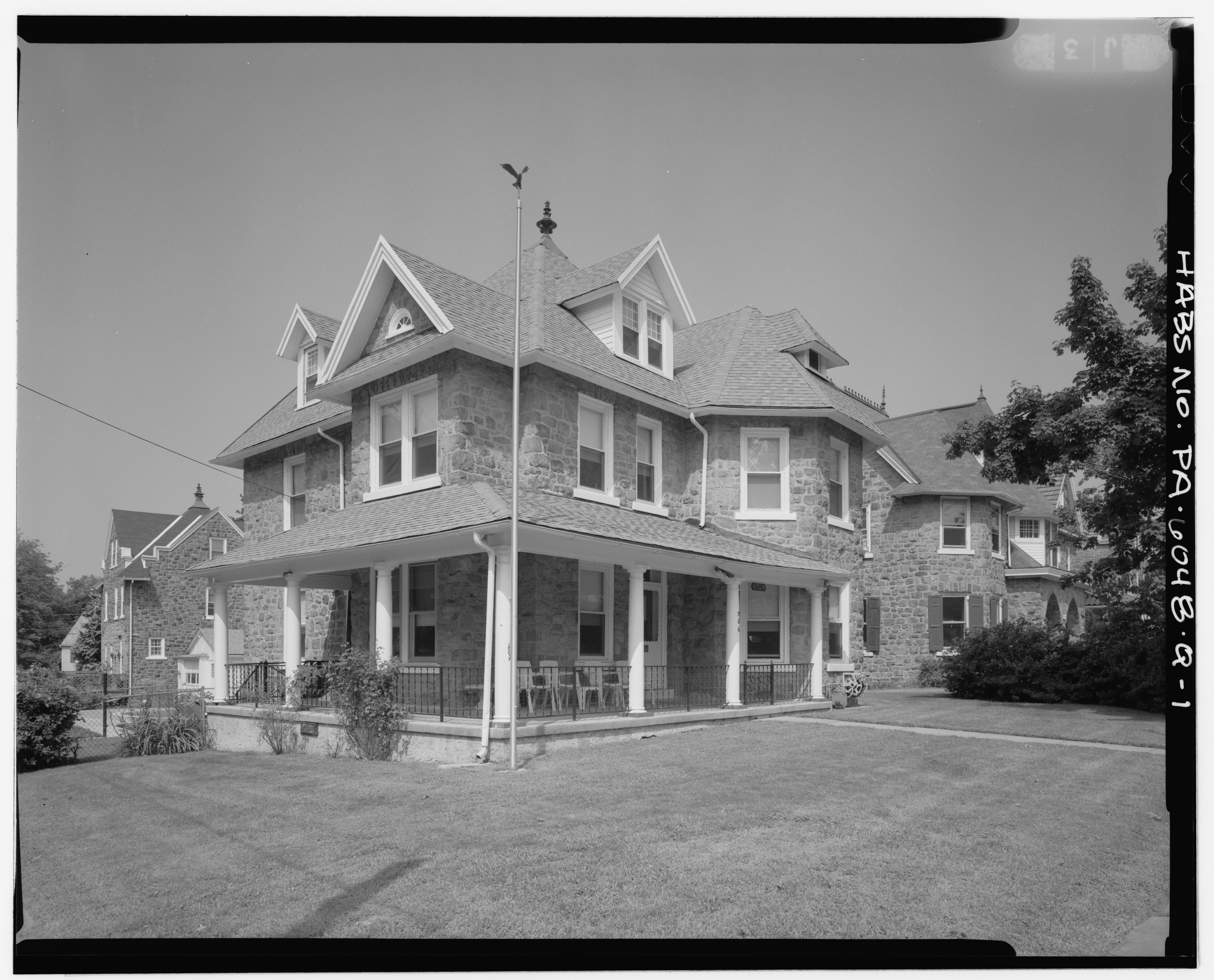
خانه ناظر
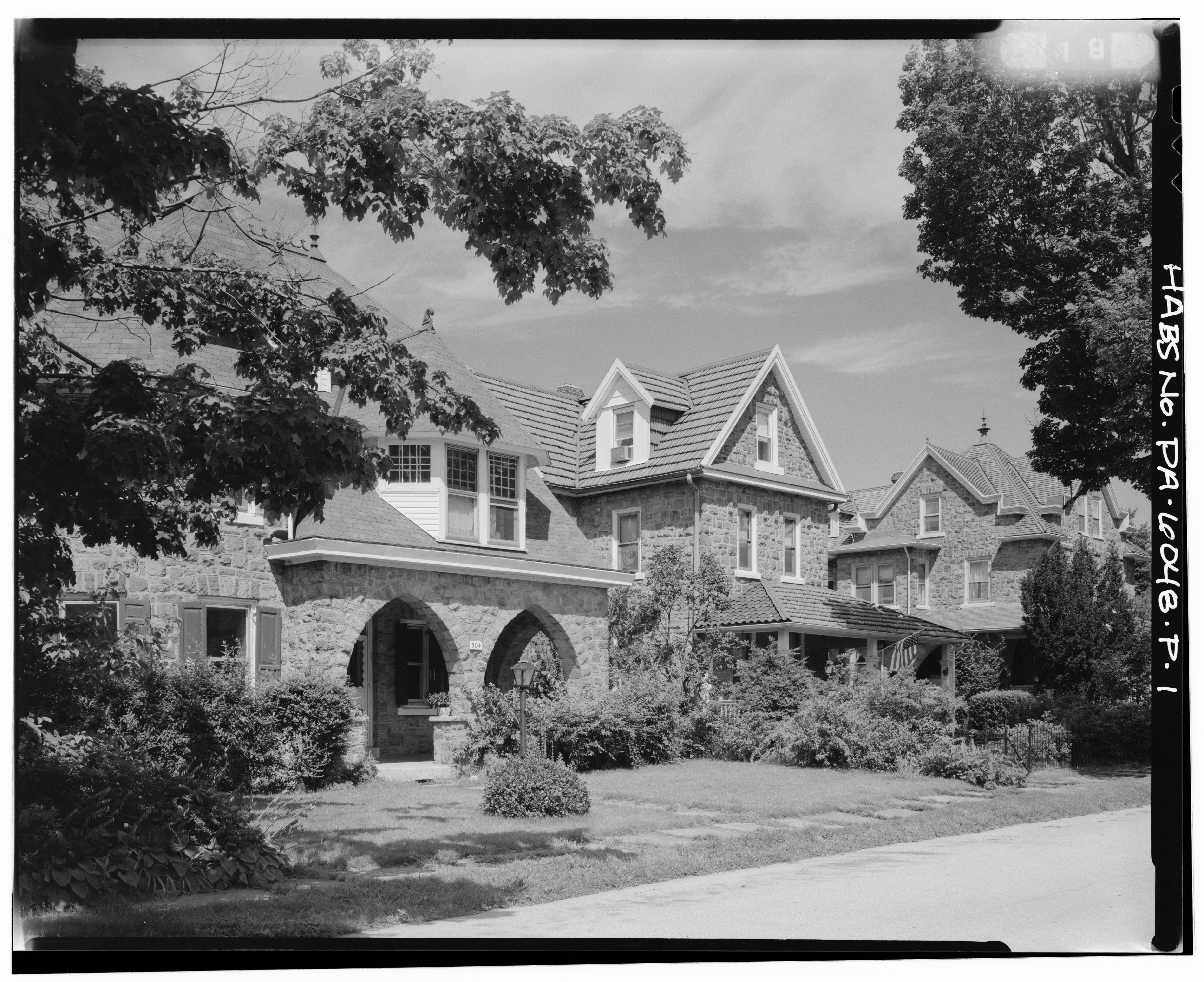
خانه ناظر
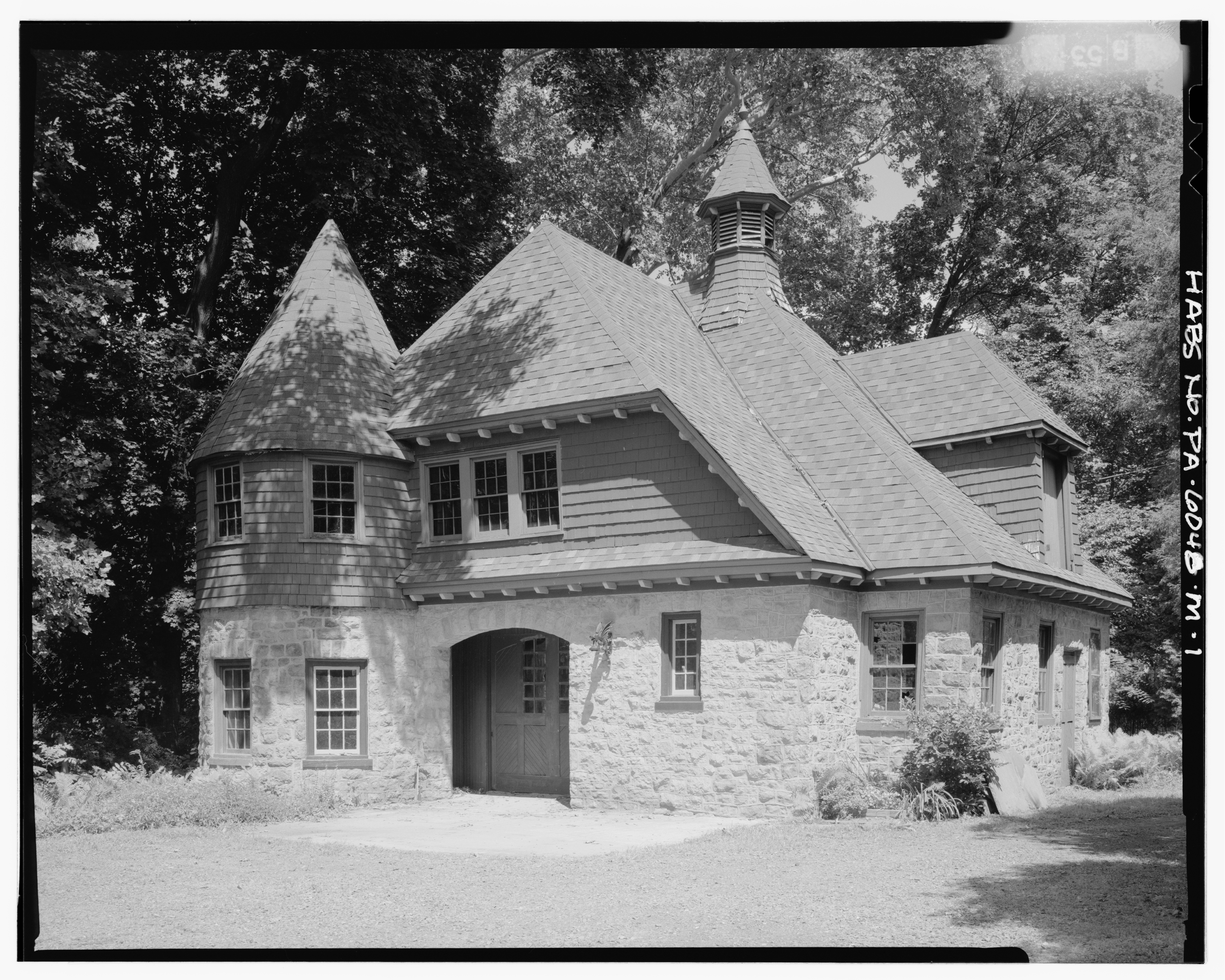
کالسکه خانه / انبار ویکتوریا اجرایی
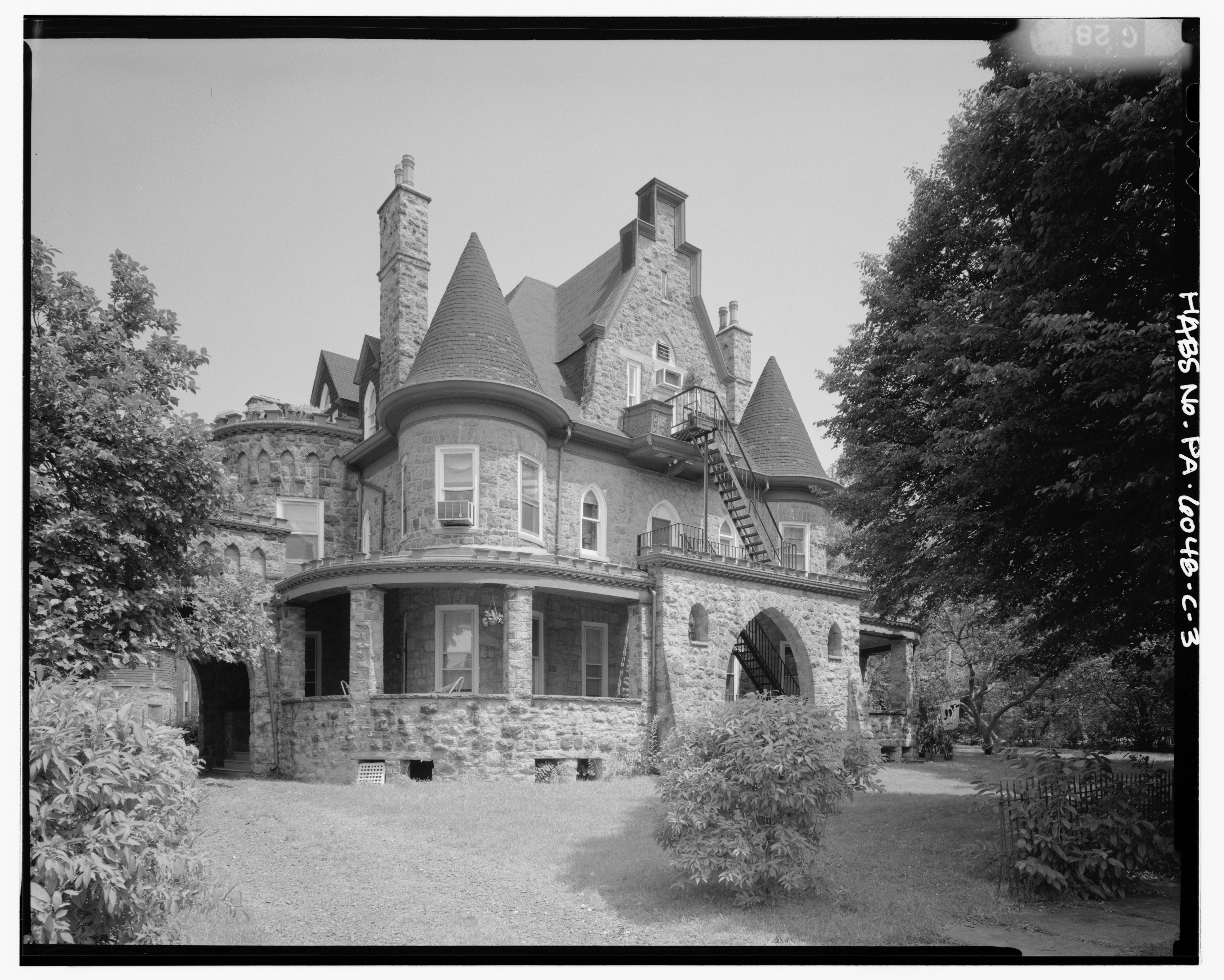
خانه اجرایی ویکتوریا

سایر بناهای مورد علاقه، که برخی دیگر از آنها دیگر وجود ندارند، عبارتند از:

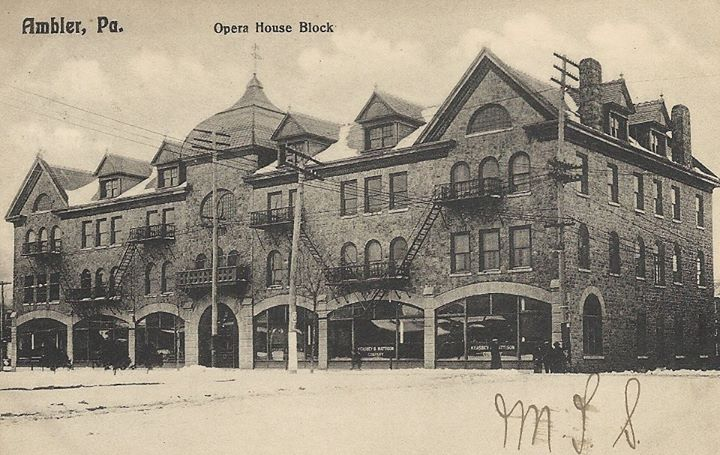
سالن اپرا، ۱۹۰۶
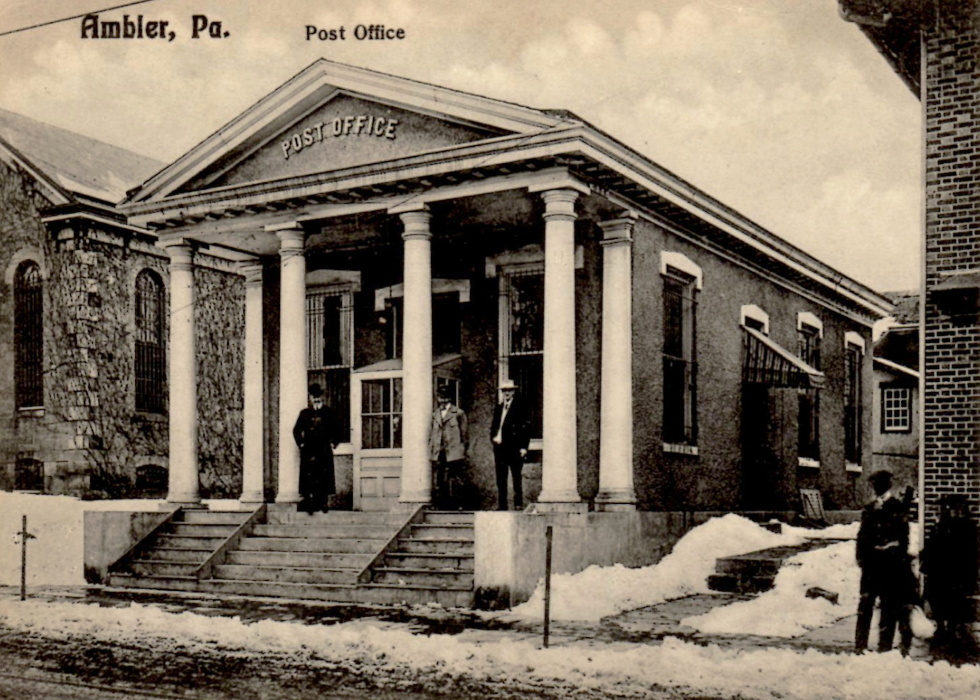
اداره پست، ۱۹۰۶
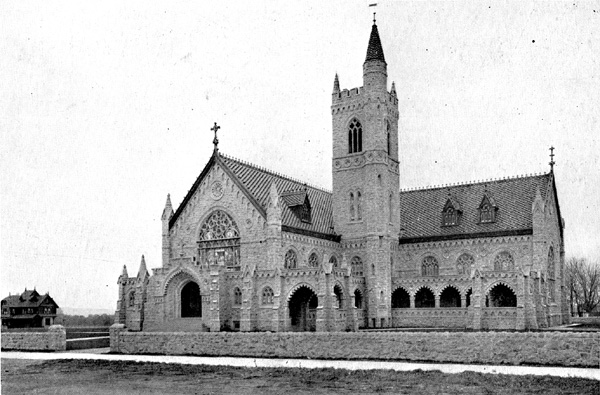
کلیسای اسقفی یادبود ترینیتی، ۱۹۰۶
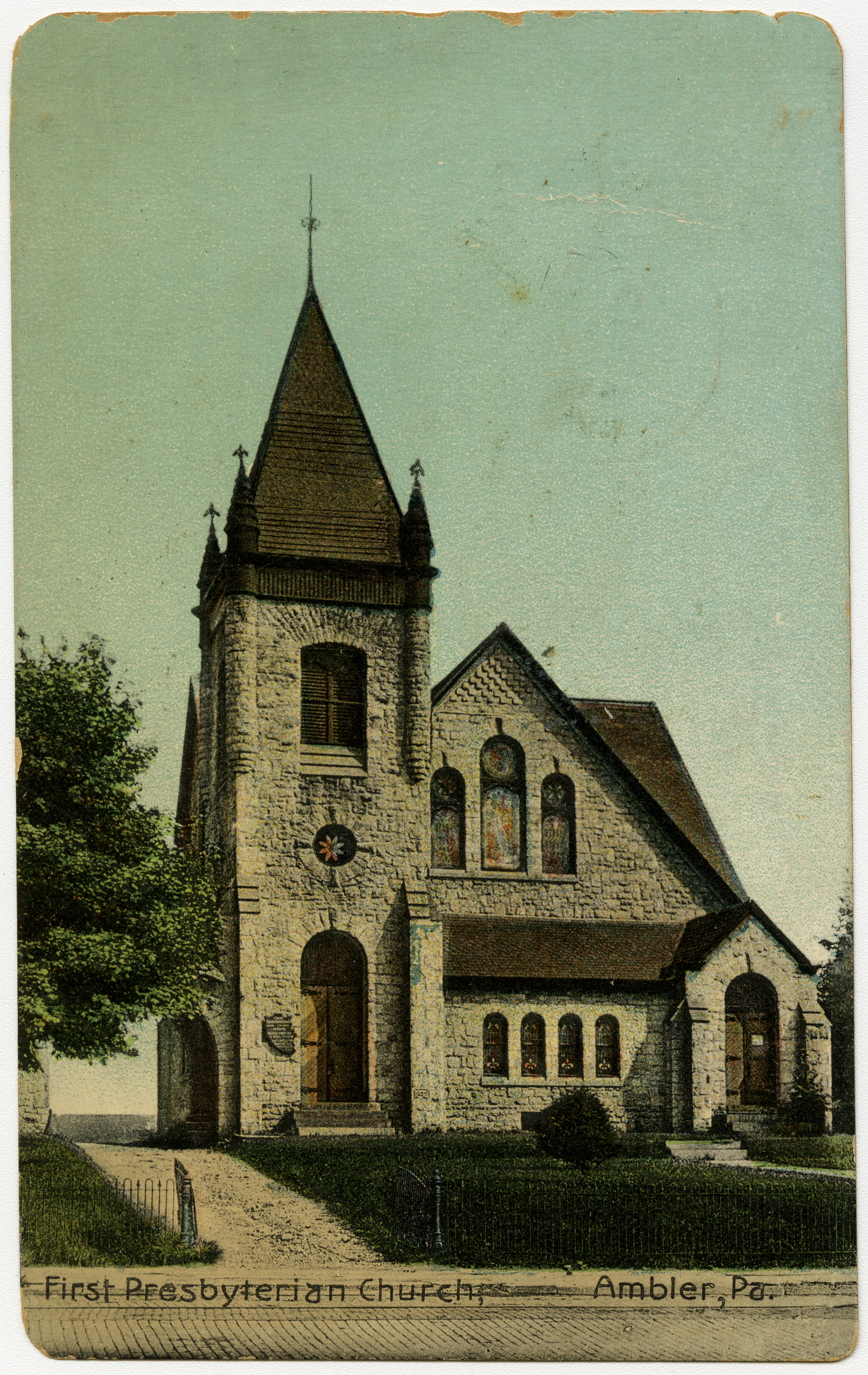
اولین کلیسای Presbyterian Ambler

## جغرافیا
آمبر در مختصات ۴۰°۹′۱۸″ شمالی ۷۵°۱۳′۱۳″ غربی / ۴۰٫۱۵۵۰۰°شمالی ۷۵٫۲۲۰۲۸°غربی (40.155099 ،۷۵٫۲۲۰۱۶۰) واقع شده‌است.
براساس اداره سرشماری ایالات متحده، مساحت این منطقه ۰٫۸ مایل مربع (۲٫۱ کیلومتر مربع)، همه آن زمین است.

## جمعیت‌شناسی
از نظر سرشماری سال ۲۰۱۰، منطقه ۷۶٫۵٪ سفید، ۱۲٫۸٪ سیاه‌پوست یا آمریکایی آفریقایی‌تبار، ۰٫۲٪ بومی آمریکایی، ۳٫۸٪ آسیایی، ۰٫۳٪ بومی هاوایی و ۳٫۴٪ دو نژاد یا بیشتر بودند. ۷٫۹٪ از نژاد اسپانیایی‌تبار یا لاتین بودند که از سرشماری سال ۲۰۰۰ تقریباً چهار برابر افزایش یافته‌است .
| سال  | جمهوری‌خواه | دموکراتیک       |
| ---- | ---------- | --------------- |
| ۲۰۲۰ | ۲۷٫۶٪ ۱۰۵۲ | ۷۱٫۳٪ ۲٬۷۱۷     |
| ۲۰۱۶ | ۲۷٫۸٪ ۹۰۴  | ۶۷٫۲٪ ۲٬۱۸۲     |
| ۲۰۱۲ | ۳۱٫۲٪ ۹۵۹  | ۶۷٫۳٪ ۲٬۰۶۹     |
| ۲۰۰۸ | ۳۰٫۸٪ ۹۴۷  | ۴/۶۸ درصد ۲٬۰۹۹ |
| ۲۰۰۴ | ۳۳٫۷٪ ۹۸۹  | ۶۵٫۷٪ ۱٬۹۲۷     |
| ۲۰۰۰ | ۸۷۵ /۳۵٪   | ۶۰٫۴٪ ۱۴۶۴      |

از زمان سرشماری سال ۲۰۰۰، ۶٬۴۲۶ نفر، ۲۵۱۰ خانوار و ۱٬۵۹۸ خانوار در منطقه زندگی می‌کردند. تراکم جمعیت ۷٬۶۰۵٫۸ نفر در هر مایل مربع (۲٬۹۵۳٫۷ / کیلومتر 2) بود. شد ۲۶۰۵ واحد خانه در چگالی متوسط ۳٬۰۸۳٫۳ در هر مایل مربع (۱٬۱۹۷٫۴ / کیلومتر 2) وجود دارد. ترکیب نژادی منطقه ۸۰٫۲۹٪ سفید، ۱۲٫۰۳٪ آمریکایی آفریقایی‌تبار، ۰٫۲۵٪ بومی آمریکایی، ۲٫۴۷٪ آسیایی، ۰٫۰۶٪ جزیره اقیانوس آرام، ۰٫۵۰٪ از نژادهای دیگر و ۱٫۴۰٪ از دو نژاد یا بیشتر بود. نژاد اسپانیایی‌تبار یا لاتین از هر نژاد ۲٫۱۳٪ از جمعیت بودند.
۲۵۱۰ خانوار وجود داشت که از این تعداد ۹/۲۹ درصد فرزندان زیر ۱۸ سال با آنها زندگی می‌کردند، ۷/۴۵ درصد زوج‌های متأهل بودند که با هم زندگی می‌کردند، ۹/۱۳ درصد صاحب خانه زن بودند و هیچ شوهر حضور نداشت و ۳/۳۶ درصد آنها غیرخانواده بودند. ۲/۳۰ درصد از کل خانوارها از افراد تشکیل شده بودند و ۲/۱۱ درصد کسی تنها ۶۵ سال یا بیشتر زندگی می‌کرد. متوسط اندازه خانوار ۴۵/۲ و متوسط خانوار ۳٫۰۸ بود.
در این بخش جمعیت ۲۳٫۵ درصد زیر ۱۸ سال، ۷٫۰ درصد از ۱۸ تا ۲۴ سال، ۳۲٫۵ درصد از ۲۵ تا ۴۴ سال، ۱۹٫۷ درصد از ۴۵ تا ۶۴ سال و ۱۷٫۴ درصد که ۶۵ سال سن داشتند، جمعیت گسترده بود. . سن متوسط ۳۷ سال بود. از هر ۱۰۰ زن ۸۶٫۵ مرد وجود داشت. از هر ۱۰۰ زن ۱۸ ساله و بالاتر، ۸۱٫۸ مرد وجود دارد.
متوسط درآمد یک خانوار در منطقه ۴۷٬۰۱۴ دلار و درآمد متوسط یک خانواده ۵۱٬۲۳۵ دلار است. درآمد متوسط نرها ۴۰۳۰۵ دلار در مقابل ۳۰۷۳۵ دلار برای زنان بود. درآمد سرانه برای این بخش ۲۱٬۶۸۸ دلار بود. حدود ۲٫۴٪ خانواده‌ها و ۵٫۵٪ جمعیت زیر خط فقر بودند، از جمله ۶٫۸٪ افراد زیر ۱۸ سال و ۴٫۹٪ افراد ۶۵ سال یا بالاتر.

## سیاست و دولت
آمبلر دارای یک شکل مدیریت شهری با یک شهردار و یک شورای ده عضو شهرداری است. شهردار جین سورگ است. این بخش بخشی از ناحیه حوزه انتخابیه چهارم پنسیلوانیا در کنگره است (نماینده مادلین دین)، منطقه ۱۴۸ کاخ ایالتی (نمایندگی Rep. مری جو دلی) و منطقه ۱۲ مجلس سنای ایالت (به نمایندگی از سن. ماریا کولت).

## تحصیلات
ناحیه آمبلر توسط ناحیه مدرسه ویسایکون سرویس‌دهی می‌شود. در سال ۲۰۰۴، منطقه مدرسه ویسایکون ۴۵۳۵ دانش آموز داشت. ناحیه مدرسه ویسایکون دارای شش مدرسه است: چهار مدرسه ابتدایی، یک راهنمایی (کلاس‌های ۶–۸) و یک دبیرستان (کلاس‌های ۱۲–۱۲).
یک مدرسه دبستانی کاتولیک، مدرسه کاتولیک منطقه ای بانوی مهربانی، در مپل گلن، پنسیلوانیا وجود دارد. این مدرسه در سال ۲۰۱۲ با ادغام سنت آنتونی-سنت شکل گرفت. جوزف در آمبلر ، سنت آلفونس در مپل گلن و سنت کاترین سیه نا در هورشم.
دانشگاه تمپل، پردیس اصلی آن در فیلادلفیا شهری نزدیک است، دارای یک پردیس حومه ای است که از آن به عنوان پرده آمبلر یاد می‌شود. آدرس اصلی تماس با دانشگاه دارای یک آدرس پستی Ambler، 580 Meetinghouse Road , Ambler , PA ۱۹۰۰۲ است. با این حال، از نظر فنی خارج از محدوده بخش، در شهر دوبلین علیا است و در حوزه پلیس شهر بالا دوبلین است. دانشگاه تمپل آمبلر در سال ۱۹۱۰ به عنوان مدرسه باغبانی پنسیلوانیا برای زنان تأسیس شد. مجموعه ای از برنامه‌های کارشناسی، کارشناسی ارشد و غیر اعتباری را ارائه می‌دهد.

## افراد سرشناس آمبلر
- جان دی دومنیکو - کمدین، بازیگر و نویسنده

## حمل و نقل

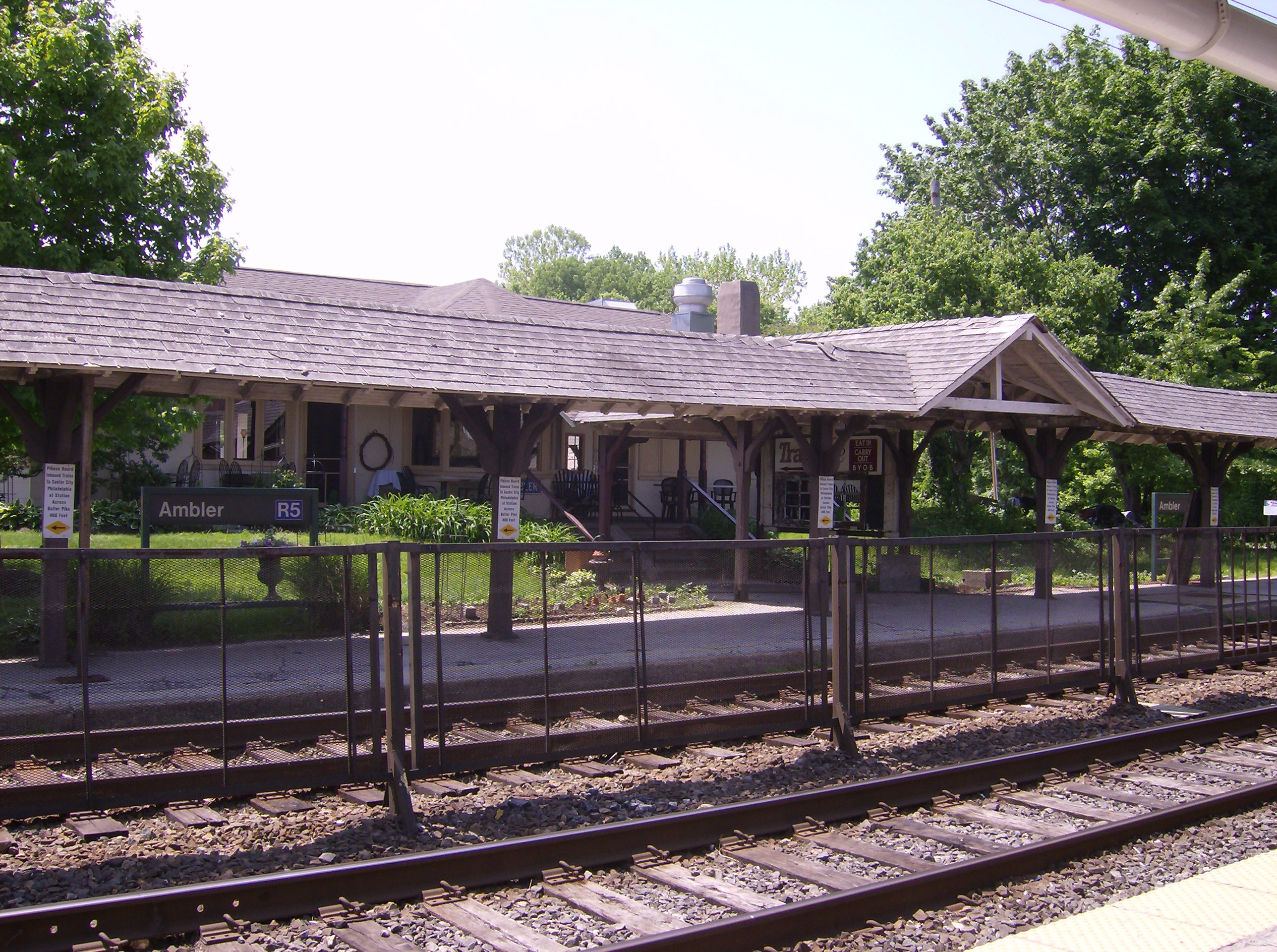
ایستگاه قطار Ambler با رستوران Trax در پشت آن

خیابان باتلر به عنوان خیابان اصلی از طریق آمبلر، با جاده ای که به نام باتلر پایک در خارج از منطقه شناخته می‌شود، عمل می‌کند. باتلر پایک از جنوب غربی به سمت نشست پلیموث و شمال شرقی به شهر هورشام می‌رود. بیت لحم پایک از مرز شرقی آمبلر عبور می‌کند و از شمال به مونتگومریویل و جنوب به فیلادلفیا می‌رود. مسیر پنسیلوانیا ۳۰۹ در آزادراهی به نام بزرگراه فورت واشینگتن به شرق آمبلر عبور می‌کند، با دسترسی به آمبلر در یک خروجی به جنوب و ورودی به شمال در باتلر پایک و یک خروجی به سمت شمال و ورودی جنوبی به جاده سوسکهانا. بزرگراه پنسیلوانیا (بین ایالت ۲۷۶) با PA 309 در جنوب آمبلر در فورت واشینگتن مبادله می‌شود.
آمبلر توسط خط حمل و نقل منطقه ای SEPTA Lansdale / Doylestown Line ارائه می‌شود که خدمات خود را به مرکز شهر فیلادلفیا، لانسدیل، دویستاون و سایر نقاط میانی در ایستگاه آمبلر ارائه می‌دهد، که یک مرکز مهم در پارک است. مسیرهای اتوبوس SEPTA Suburban Division 94 و ۹۵ نیز با آمبلر سرویس دهی می‌شوند و مسیر ۹۴ آمبلر را به بخش تپه شاه بلوط فیلادلفیا و مرکز خرید مونتگومری و مسیر ۹۵ آمبلر را به میلز گریو و گلف میلز متصل می‌کند.

## شهر خواهر
آمبلر یک شهر خواهر با یکی از شهرهای ایتالیا است:
- مایدا، کالابریا، ایتالیا[۴۹]

## هنر و فرهنگ

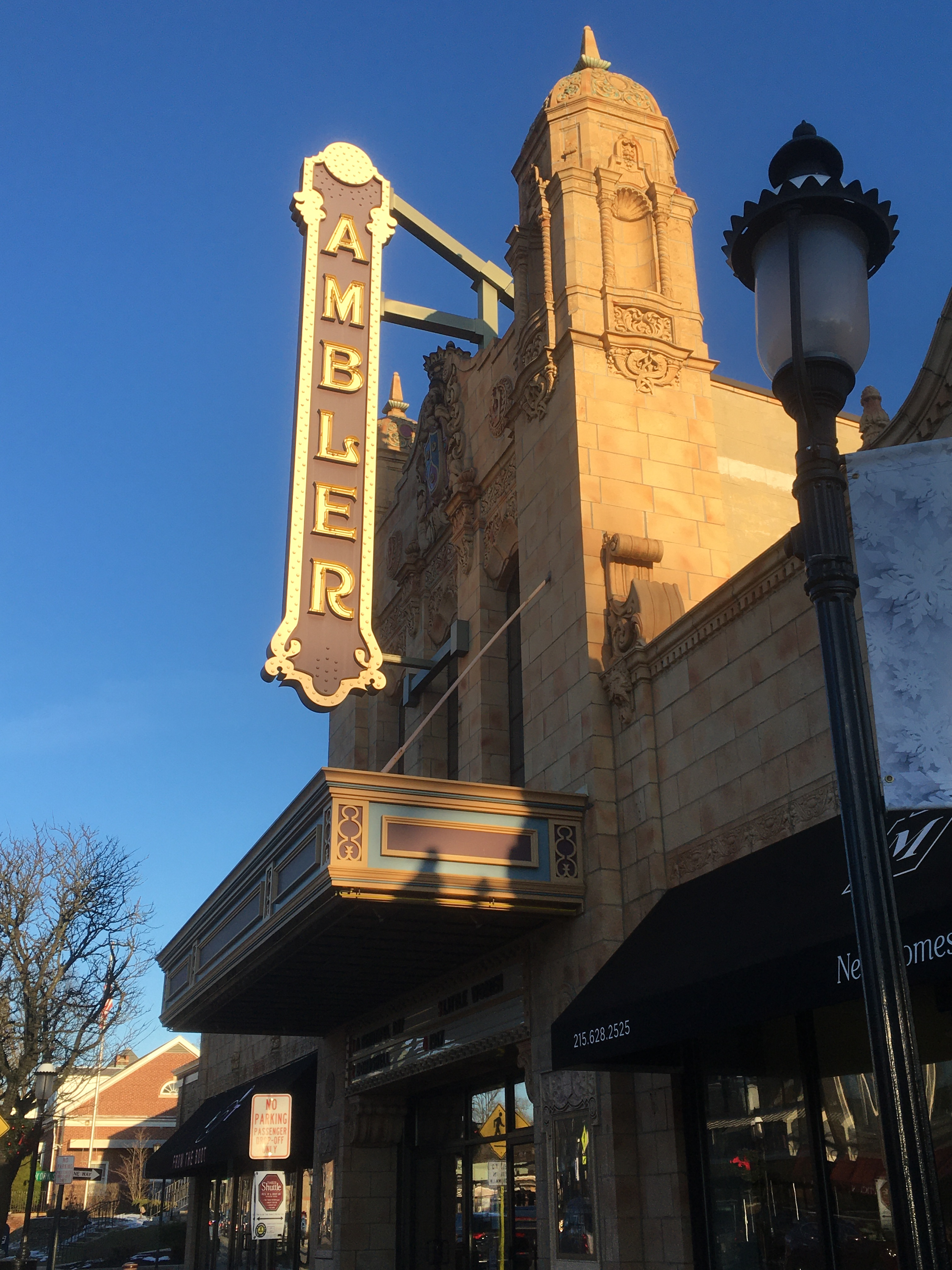
نمای خارجی تئاتر آمبلر در آمبلر، پنسیلوانیا

### آمبلر، پنسیلوانیا
Act II Playhouse یک تئاتر حرفه ای ۱۳۰ نفره است که در سال ۱۹۹۸ تأسیس شد. Act II نامزد دریافت ۳۱ جایزه Barrymore شده‌است و ۶ بار برنده شده‌است.

### ارکستر سمفونیک آمبلر
ارکستر سمفونیک آمبلر که در سال ۱۹۵۱ تأسیس شد، در حال حاضر سالانه چندین کنسرت را با مدیریت موسیقی جک مور، مدیر برنامه WRTI برگزار می‌کند.

### تئاتر آمبلر
در ابتدا در سال ۱۹۲۷ به عنوان تئاتر سینمایی برادران وارنر افتتاح شد، تئاتر آمبلر که اخیراً مرمت و بازسازی شده‌است یک تئاتر سینمایی غیرانتفاعی متعلق به جامعه است که فیلم‌های مستقل، هنری و با توزیع محدود را نشان می‌دهد.

### اداره پست

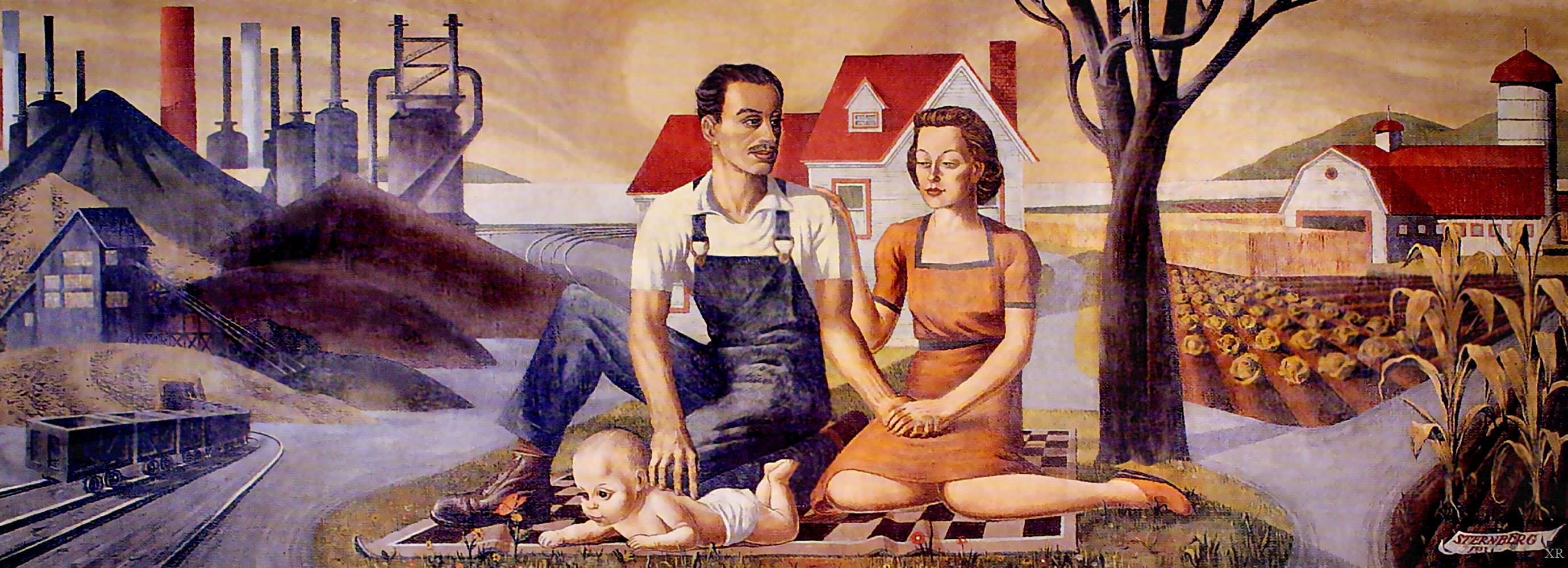
خانواده، صنعت و کشاورزی، ۱۹۳۹، نقاشی دیواری WPA توسط هری استرنبرگ، در اداره پست قدیمی

نقاشی‌های دیواری اداری از سال ۱۹۳۴ تا ۱۹۴۳ در ایالات متحده از طریق بخش نقاشی و مجسمه‌سازی، بعداً بخش هنرهای زیبا، وزارت خزانه داری، تولید شد. این نقاشی‌های دیواری به منظور تقویت روحیه مردم آمریکا از اثرات رکود اقتصادی با به تصویر کشیدن سوژه‌های روحیه بخشی بود. بودجه نقاشی دیواری به عنوان بخشی از هزینه ساخت یا بازسازی با ۱٪ هزینه برای کارهای هنری اختصاص داده شد. در سال ۱۹۳۹، هنرمند هری استرنبرگ نقاشی دیواری، خانواده، صنعت و معماری را برای دفتر پست شهر تکمیل کرد. این هنرمند و خانواده اش چهره‌های اصلی نقاشی هستند.